# Joan Hassall
Joan Hassall (Londres, 1906 - 1988) est une graveuse sur bois et une illustratrice britannique.
Elle traite de nombreux sujets allant de l'histoire naturelle à travers la poésie aux illustrations pour des classiques de la littérature anglaise.
Premier membre féminin et première femme maître de l'Art Workers' Guild, elle est aussi honorée de l'ordre de l'Empire britannique.

## Biographie

### Jeunesse
Née chez ses parents au 88 Kensington Park Road, Notting Hill, Londres le 3 mars 1906, Joan Hassall est la fille de l'artiste John Hassall et de sa seconde femme Constance Maud (1878-1950). Son père est célèbre pour son poster Skegness is so bracing.
Ses lettres montrent à quel point elle est proche de son jeune frère, le poète Christopher Hassall (en), et combien sa mort prématurée l'a affectée.  Son portrait de Christophe est actuellement conservé à la National Portrait Gallery.
Elle étudie à la Parsons Mead School (en) et se forme comme enseignante à l'Institut Froebel (en). Ses expériences au sein d'une école secondaire difficile de l'Est londonien la dissuadent de poursuivre cette carrière. Elle travaille alors comme secrétaire dans la société de son père pendant deux ans, puis intègre l'école de la Royal Academy de 1928 à 1933.
En 1931, pour aider son ami R. John Beedham (en) qui voyait son nombre d'élèves chuter, elle prend des cours de gravure sur bois à la London Central School of Photo-engraving and Lithography. La découverte de la gravure sur bois a changé sa vie.

### Début de carrière
Elle démarche les éditeurs londoniens pour obtenir des commandes de gravures ; d'abord sans succès, jusqu'à ce que Heinemann lui commande en 1936 la page de titre du recueil de poème de son frère, Devil's Dyke — elle découvrira cependant que son frère sera payé 5 £ de moins que prévu. Elle a illustré plusieurs livres de son frère, mais sa production la plus importante a été l'illustration du Portrait of a Village (1937) de Francis Brett Young (en). Elle a beaucoup voyagé dans la région d'Evesham et Pershore pour faire les dessins préparatoires de ses gravures et produire un livre qui a par la suite été généralement considéré comme son meilleur ouvrage.
En 1940, Hassall produit une nouvelle série de gravures pour illustrer Cranford d'Elizabeth Gaskell, qui a également du succès. Elle a par ailleurs fait des recherches approfondies sur les costumes de l'époque pour parvenir à produire le dessin d'un costume d'époque pour un ami à partir de la collection du Dr Willett Cunnington, qui vivait dans la même région que Hassall.

### Carrière en Écosse
Lors de la Seconde Guerre mondiale, Kingsley Cook, un professeur d'illustration de livres et de dessin à l'Edinburgh College of Art, a proposé que Hassall le remplace ; un poste qu'elle accepte. Cette époque a été très prolifique pour Hassall : on lui a commandé une série de chapbooks pour la Saltire Society (en), et elle a établi des liens avec les éditeurs Oliver & Boyd, desquels elle a reçu de nombreuses commandes. Elle élabore chacune des parties des chapbooks, dont la typographie, et supervise l'élaboration des illustrations d'autres livres. Elle se montre parfois très critique sur la manière avec laquelle son travail est reproduit dans les ouvrages, et refuse des commandes de la part d'éditeurs en qui elle n'a pas confiance.
Quand elle rentre à Kensington Park Road, elle possède sa propre presse et produit un certain nombre de publications — chapbooks, cartes de vœux, prospectus, etc. — et des œuvres originales.

### Après la seconde Guerre mondiale
La période qui suit la guerre est une période de grande activité pour Hassall. En 1946, elle illustre 51 Poems de Mary Webb, puis, en 1947, Our Village de Mary Russell Mitford. Ses estampes sont, une fois de plus, basées sur des dessins de modèles portant d'authentiques costumes d'époque. En 1947, une réédition d’A Child's Garden of Verses de Robert Louis Stevenson contenant des illustrations de Hassall paraît et sera réédité plusieurs fois. La même année, elle illustre aussi Sealskin Trousers de Eric Linklater. L'éditeur Rupert Hart-Davis (en) en produit une édition limitée de 50 copies, imprimées par Hague and Gill et reliées par la London bookbinding firm de Sangorski & Sutcliffe (en).
En 1948, elle est élue membre complet de la Royal Society of Painter-Etchers.
En 1950, Bernard Gooch publie The Strange World of Nature, un livre pointilleux sur la biologie — le type d'ouvrage qui attire Hassell, qui l'illustre. La même année, elle est l'auteur de 43 illustrations pour The Collected Poems of Andrew Young (en) — des gravures sur bois qui seront réutilisées dans plusieurs éditions.
Ses qualités de graveuse sont particulièrement reconnues à l'occasion de l'édition de 1955 de The Oxford Nursery Rhyme Book d'Iona et Peter Opie, pour lequel elle a produit 150 gravures sur bois, l'Oxford University Press affectionnant l'impression à partir de blocs de bois à cette époque.
Entre 1957 et 1962, Hassall produit des gravures sur bois pour une édition en sept volumes des romans de Jane Austen par la Folio Society,. L'édition a été réimprimée à de nombreuses reprises. Hassell avait déjà travaillé avec la Folio Society pour deux ouvrages d'Anthony Trollope.
Sa dernière œuvre majeure est une édition des poèmes de Robert Burns pour Limited Editions Club.
Première femme admise au sein de l'Art Workers Guild dans les années 1960, elle devient en 1972, la première femme Maître de l'association.

### Malham et retraite
Elle a toujours souffert d'avoir une mauvaise santé, ce qui lui a parfois posé des problèmes pour fournir ses travaux dans les temps et en vivre. Elle a vécu dans la maison de ses parents au 88 Kensington Park Road, et a dû louer des chambres pour maintenir la maison. En 1973, elle hérite du Priority Cottage, à Malham, d'une ancienne amie, Greta Hopkins, et décide de s'y installer en 1976 pour prendre sa retraite. Elle emmène avec elle sa presse et quelques-unes de ses estampes pour les présenter à des visiteurs.
Sa vue chute et elle a des problèmes d'argent. Elle dit dans une lettre à Tim Coombs « Je me dis souvent que ça aurait été merveilleux de vivre au 88 avec un salaire adéquat, car c'était une si belle maison, mais j'ai passé vingt-quatre ans à peiner pour arriver en fin de mois. »
Hassall connaissait Malham depuis 1932 et y avait des amis. Pendant sa retraite, ses amis londoniens lui rendent visite et elle se consacre à la musique (elle joue de l'Épinette, de l'orgue, de la flûte et de la viole de gambe)[réf. nécessaire]. Elle est par ailleurs près de la chapelle méthodiste de Malham et de l'église anglicane de Kirkby Malham — sa foi a toujours eu une place importante dans sa vie[réf. nécessaire].
Elle part[Quand ?] au palais de Buckingham pour recevoir l'ordre de l'Empire britannique[réf. nécessaire].
Joan Hassall meurt le 6 mars 1988 à Keighley.
Brian North Lee (en), son exécutant testamentaire, dit à ses funérailles : « la retraite de Joan à Malham a probablement été la période la plus heureuse de sa vie. »

### Œuvre
L'œuvre de Joan Hassall est en grande majorité constituée de gravures sur bois. Certaines sont des œuvres isolées, principalement produites au début de sa carrière ; mais la plupart de ses estampes sont destinées à illustrer des livres. Elle gagne sa vie avec ces commandes d'illustrations.
Ses œuvres se concentrent sur l'observation méticuleuse de ce qui est petit, sur de petits formats, plutôt que des sujets sur des plaques de la taille d'une page de livre. Sa place dans l'histoire de la gravure sur bois et celle d'une praticienne habile et reconnue, plutôt qu'une innovatrice.[réf. nécessaire]
Elle a produit un grand nombre d'œuvres commerciales et éphémères — des ex-libris, des papiers à en-tête, des cartes de vœux, des menus, des fascicules pour les British Transport Hotels (en), des brochures pour les films de British Transport, des illustrations pour magazines, etc. Son style est facile à reconnaître, même si elle ne signe pas certaines de ses œuvres.
Mises à part ses gravures sur bois, elle a aussi réalisé des cartes à gratter, des dessins, des aquarelles, voire des peintures à l'huile.
Elle a réalisé quelques œuvres de prestige, comme le timbre-poste de 1 £ consacré à la commémoration des noces d'argent royales de George VI et Elizabeth ; elle a gagné le concours pour réaliser l'invitation au couronnement de la reine Elizabeth II, pour laquelle elle dû utiliser la carte à gratter, n'ayant pas le temps de tout faire au burin à cause de la taille du support ; enfin, elle a aussi réalisé l'invitation personnelle adressée au prince Charles au couronnement.
Ruari McLean (1960) et David John Chambers (en) (1985) ont publié l'œuvre complet de Joan Hassall.